# Señuelo y desangrado
Señuelo y desangrado o poner el cebo y desangrar es una estrategia militar que proviene del inglés bait and bleed y que fue descrita por el teórico de las relaciones internacionales John J. Mearsheimer en su libro sobre realismo ofensivo, The Tragedy of Great Power Politics (2001). El objetivo es inducir a estados rivales a participar en una prolongada guerra de desgaste entre sí 'para que se desangren unos a otros', mientras que las fuerzas que incitaron el conflicto permanecen al margen y mantienen su fuerza militar.
Mearsheimer cita como ejemplo los esfuerzos de Rusia por provocar a Austria y Prusia a la guerra contra Francia inmediatamente después de la Revolución francesa, como lo demuestra la declaración de Catalina la Grande a su secretario en 1791:
"Me estoy devanando los sesos para presionar a las cortes de Viena y Berlín para que se entremetan en los asuntos franceses... Hay razones de las que no puedo hablar; quiero involucrarlos en ese asunto para tener mis manos libres, tengo muchos asuntos pendientes, y es necesario mantenerlos ocupados y fuera de mi camino."

## Derramamiento de sangre
Mearsheimer describe una estrategia similar que denomina "derramamiento de sangre" (en inglés: "bloodletting"), que no implica la incitación o el señuelo por parte de un tercero. Cuando los adversarios de un Estado ya han entrado en guerra de forma independiente, el objetivo es fomentar que el conflicto continúe el mayor tiempo posible, dejando que la fuerza militar de los Estados rivales se debilite o "desangre" mutuamente, mientras que la parte que ha llevado a cabo esta estrategia se mantiene al margen de la lucha.
Un ejemplo de esta estrategia fue la retirada de la Unión Soviética durante la Primera Guerra Mundial mientras continuaba la guerra en Europa entre Alemania y la Triple Entente restante. En su informe al Tercer Congreso de la Unión Soviética en 1918, Vladimir Lenin argumentó que al retirarnos del conflicto:
“Nos libramos... de ambos grupos imperialistas que luchan entre sí. Podemos aprovechar el conflicto... y aprovechar ese período. Cuando nuestras manos queden libres, desarrollaremos y fortaleceremos la Revolución Socialista.".
Esta estrategia también se ejemplifica en la declaración del senador estadounidense Harry S. Truman en 1941 en relación con la invasión de la Unión Soviética por la Alemania nazi y sus aliados, Italia, Hungría, Finlandia y Rumanía:
"Si vemos que Alemania está ganando, deberíamos ayudar a Rusia, y si Rusia está ganando deberíamos ayudar a Alemania, y así dejar que se maten tantos como sea posible, aunque no quiero ver a Hitler victorioso bajo ninguna circunstancia."